# Natty Hollmann
Natty Hollmann (sinh năm 1939), còn được gọi là Natty Petrosino do họ của chồng, là một nhà từ thiện và nhân đạo người Argentina nổi tiếng với sự ủng hộ và làm việc cho người nghèo.

## Đầu đời
Hollmann sinh vào tháng 7 năm 1939 tại Bahía Blanca, Argentina với cha mẹ là người Volga Đức. Cô đã trở thành một người mẫu thời trang thành công vào những năm 1960 và đóng một số vai nhỏ trong điện ảnh và truyền hình Argentina, nơi một trong những người bạn thân nhất của cô là Susana Giménez (sau này là người dẫn đầu xếp hạng trên truyền hình Argentina). Cô học tại Đại học Buenos Aires, ghi danh vào các trường Y và Xã hội học, và lấy được bằng trong ngành học sau này, sau đó cô gặp một doanh nhân địa phương nổi tiếng. Cô đổi tên theo chồng thành Naty Petrosino và ổn định cuộc sống hôn nhân, có hai con và sống như một bà nội trợ giỏi.
Tuy nhiên, ở tuổi 28, một ca phẫu thuật khiến cô bị tuyên bố chết lâm sàng, dẫn đến một trải nghiệm thần bí, từ đó cô thức tỉnh quyết tâm cống hiến hết mình cho người nghèo, từ bỏ cuộc sống thượng lưu và hiến tặng gia sản của mình để giúp đỡ người nghèo. Đặc biệt, cô trở nên quan tâm tới những người bản địa bị thiệt thòi trong khu vực.

## Làm công tác nhân đạo
Argentina, một quốc gia có đa số người da trắng và có ảnh hưởng mạnh mẽ ở châu Âu, cũng là nơi có nhiều cộng đồng thổ dân, phần lớn, sống trong điều kiện rất tồi tệ. Cô bắt đầu đi làm công tác nhân đạo trong số họ cung cấp nơi trú ẩn, và hỗ trợ dinh dưỡng, y tế, giáo dục và các khoản hỗ trợ khác bằng tiền của mình và thông qua quyên góp, sống trong một chiếc xe giải trí nhỏ nhận được như một món quà.
Naty Petrosino đã thành lập Nhà thờ Thánh Phanxicô Assisi cho người hành hương vào năm 1978, mở rộng phạm vi nỗ lực của mình cho các nạn nhân AIDS bị tàn tật và vô gia cư, và phát triển để phục vụ trung bình 7.000 bữa ăn nóng mỗi ngày. Cuộc gặp gỡ với Đại sứ Argentina tại Nga cũng dẫn đến việc ở lại đất nước đó vào đầu những năm 1990, giúp xây dựng nhà ở trong thời kỳ hỗn loạn sau sự sụp đổ của Liên Xô. Cô rời khỏi hoạt động hàng ngày của ngôi nhà cho tổng giáo phận địa phương vào giữa những năm 1990, trở thành một nhân viên từ thiện lưu động. Chuyến đi của cô tới các cộng đồng nghèo khó Mapuches ở Patagonia và tỉnh Mendoza, Wichís ở tỉnh Chaco, và tới Tucumán và tỉnh Formosa (một trong những nước nghèo nhất), nơi cô đã dành thời gian trong một thập kỷ. Tiếp theo là phòng khám di động của cô, trong đó cô và các trợ lý của mình đã chiến đấu với bệnh trypanosomia và xây dựng nhiều phòng khám, trường học, giếng nước và nhà cửa, thành lập một số làng mạc.
Petrosino cũng được biết đến với hoạt động bảo vệ quyền động vật, chăm sóc hàng loạt chó và mèo bị bỏ rơi.
Những nỗ lực từ thiện của cô gần như đã khiến Petrosino phải trả giá. Cô đã phải nhập viện vì một cơn sốt đe dọa đến tính mạng trong ít nhất một lần, và trong một chuyến du lịch, chiếc xe bán tải Toyota của cô bị lật trong một tai nạn. Petrosino và những người bạn đồng hành vẫn sống sót, mặc dù phải nhập viện buộc Petrosino phải tạm dừng hoạt động lần đầu tiên kể từ khi bắt đầu vào năm 1978. Cuối cùng, cô đã hồi phục và chiếc xe của cô đã được thay mới bằng một khoản đóng góp.
Petrosino đã được bầu chọn là "Người phụ nữ quốc tế của năm" bởi Khu tự trị Valle Valleosta, Ý vào năm 2006 và được bầu là Công dân cần mẫn của Bahía Blanca vào ngày 14 tháng 12 năm đó.
Natty Hollmann Petrosino đã được đề cử giải Nobel Hòa bình vào ngày 2 tháng 3 năm 2009.